# Fazekasboda
Fazekasboda (Duits: Boden) is een plaats (község) en gemeente in het Hongaarse comitaat Baranya. Fazekasboda telt 210 inwoners (2001).